# Нишава
Нишава је река која протиче кроз Бугарску и Србију и са дужином од 218 km најдужа је притока Јужне Мораве. Извориште Нишаве налази се испод врха древног Хема или данашње Старе планине који се назива Ком. Овај врх је непосредно изнад данашњег бугарског села Гинци па се назива и Гинска река све док тече кроз територију Бугарске. У делу Годечке котлине река прави заокрет према западу и негде код граничног прелаза Калотина или српског Градина улази у Србију. Речни ток Нишаве одавде повезује градове Годеч, Димитровград, Пирот, Белу Паланку, Нишку Бању и Ниш да би коначно 10 km западно од града Ниша упловила и спојила се са Јужном Моравом.

## Порекло имена
Сматра се да је античко име Нишаве било Navissus па се у историографији може наћи податак да је Ниш по њој добио име. Међутим, док један део научне јавности сматра да је назив реке сличан келтском хидрониму „nova” или „novie”, други се држе тезе да је Нишава свој назив имала и пре келтске инвазије и да је име реке трачко.

## Географске одлике слива
Положај
Слив Нишаве од најсеверније до најјужније тачке обухвата 43΄12˝ географске ширине, док од најисточније до најзападније тачке обухвата 01˚23΄29˝ географске
дужине, или према странама света:
- Најсевернија тачка слива Нишаве је кота 783 m на Каменичкој караули у изворишном делу Матејевачке реке, са географским координатама 43˚24΄39˝ N и 21˚58΄02˝ E.
- Најјужнија тачка је врх Крвави камен (1692 m н.в) у изворишном делу Јерме, са географским координатама 42˚21΄27˝ N и 22˚27΄58˝ Е.
- Најзападнија тачка је ушће Нишаве у Јужну Мораву, на 177 m н.в, са географским координатама 43˚22΄14˝ N 21˚46΄31˝ Е.
- Најисточнија тачка слива Нишаве је кота 1295 m у сливу Гинске, источно од Попове могиле, са географским координатама 43˚01΄29˝ N и 23˚10΄00˝ Е.[1]

Најнижа тачка у сливу је ушће Нишаве у Јужну Мораву на 177 m н.в, док је највиша тачка у сливу врх Старе планине Миџор на 2.170 m н.в.
Територија и површина слива
Слив реке Нишаве чија површина износи 4.052,77 km², обухвата део територије две државе (Бугарске и Србије), односно најјужнији део Балканске Србије, део западне Балканске Бугарске, као и део Српско-македонске масе западне Бугарске и југоисточне Србије.
- Бугарској припада 1.066,64 km² или 26,3% слива Нишаве
- Србији припада 2.986,13 km² или 73,7% слива Нишаве. Површина слива Нишаве на територији Србије није јединствена јер је 113,12 km² (2,79% укупне површине слива) у изворишном делу Јерме одвојено територијом Бугарске.

Дужина тока Нишаве
Дужина тока Нишаве са Гинском реком као изворишним краком износи 202,32 km, а од састава Гинске реке и Врбнице 171,72 km.
Правом линијом извор и ушће Нишаве удаљени су 108,28 km, што даје коефицијент развитка речног тока од 1,87.
Дужина свих токова у сливу Нишаве
Укупна дужина свих токова у сливу Нишаве је 5.267,24 km, од чега је:
- 3.150,44 km сталних токова,
- 2.116,80 km периодичних токова.

Ширина слива

Средња ширина слива Нишаве износи 33,67 km. 
Најшири је у горњем делу због велике површине сливова Габерске реке,  Јерме и Темштице, а највише се сужава узводно од Беле Паланке где се приближавају сливови Лужнице и Сврљишког Тимока. Низводно се слив поново шири због прилично пространих сливова поменутих левих притока. Дужина слива Нишаве износи 120,38 km. С обзиром на то да је дужина слива велика и да му је облик издужен, време дотицања падавина до неког профила је значајно тако да ретко долази до нагле појаве поводња.
Правац пружања слива
Слив Нишаве, који је условљен тектоником подручја односно правцем пружања већине Балканских планина на простору Србије — претежно има правац пружања северозапад — југоисток.
Окружење
Слив Нишаве окружен је сливовима река које припадају већим делом Црноморском, а мањим делом Егејском сливу, према странама света ти сливови су на:
- Северу — сливови Топоничке реке, притоке Јужне Мораве, као и сливови Сврљишког и Трговишког Тимока који припадају Тимоку, притоци Дунава.
- Североистоку и истоку — сливови Огоште и Искара, значајних десних притока Дунава.
- Југу — басен Нишаве је развођем одвојен од Конске реке, Светље, Врања Стенске реке и Божичке реке које припадају сливу Струме која отиче у Егејско море.
- Западу и југозападу — сливови Градске реке, Тегошнице, Лужнице и Пусте реке које се уливају у Власину, притоку Јужне Мораве.[4]

Структура тока
Ток Нишаве представља композитну долину. Њу чини наизменично смењивање клисура и котлина: Годечка котлина, Димитровградска котлина, Пиротска котлина, Ђурђевпољска котлина, Сутеска Светог Оца, Сутеска Мокрањско ждрело, Мокрањско проширење, Коритничка котлина, Сутеска Скокањћин камен, Белопаланачка котлина, Белановачко-црвеноречко сужење, Клисура Ждрело, Островичка котлина, Градиштански кањон, Сићевачка клисура, Нишка котлина.

### Речни систем
Осим Гинске реке и Врбнице које су саставнице Нишаве, Нишава се карактерише асиметричним сливом, у коме већу површину има лева страна са 11 притока, а мању десна са 5 притока

#### Саставнице Нишаве
Гинска река — је десна саставница Нишаве, дугачка 30,6 km, са сливом површине 104,6 km². По водности, већа је и значајнија од Врбнице (друге саставнице Нишаве), и сматра се изворишним краком и природним наставком Нишаве, као њена дужа и водом богатија саставница. Извире на 1.848 m н.в. на југоисточним падинама Малог Кома (2.016 m н.в) и сустиче се са Врбницом на висини од 628 метара изнад морског нивоа.
Врбница — је лева саставница Нишаве, дугачка 18,67 km, са сливом површине 53,33 km². На Бугарским топографским картама назива се и Шумском реком према истоименом селу. Извире у подножју Чепена испод села Црклевци на 858 m. н.в. Сустиче се са Гинском реком на висини од 628 m н.в.

#### Леве притоке Нишаве
Важније и бројније леве притоке Нишаве су:
Аракула — је мања притока Нишаве на 158. речном километру, на надморској висини од 537 метара. Дужина Аракула је 9,63 km, а површина слива износи 33,12 km². Извире на Чепену на 773 метара надморске висине, на контакту масивних кредних кречњака и алевролита јурске старости.
Ежовица  — се улива се у Нишаву на 148. речном километру, на надморској висини од 485 метара. Најдужи ток изворишног дела слива Ежовице извире на 749 m н.в. код села Драгоила.
Габерска река или Луковачка река — је прва велика притока Нишаве, која протиче кроз Бугарску и Србију. Назив Габерска река користи се у Букарској, док се у Србији она назива и Лукавачком реком по селу Лукавица које се налази непосредно пре њеног ушћа у Нишаву.
Јерма — која је дугачка 74 km, у дужини од 50 km протиче кроз Србију, а 24 km кроз Бугарску. Значајнија притока јој је Звоначка река. Јерма извире на Власинској висоравни недалеко од Власинског језера у Општини Сурдулица (Србија), из Србије у селу Стрезимировци прелази у Бугарску, протиче једним делом кроз Бугарску, да би се код Звоначке Бање поново вратила у Србију и након, пролаза поред Манастира Поганово улила у Нишаву, код села Сукова, недалеко од Пирота.
Расничка река — која се у доњем току назива Бистрица је једна од најважнијих левих притока Нишаве, Дужина јој је 22,9 km, а речни слив је површине 218,94 km².
Коритничка река — настаје код села Ресника, у подножју Суве планине на 570 m н.в. од неколико мањих токова, Спаја се са Нишавом као њена лева притока, код насеља Бела Паланка. Протиче кроз општину Бела Паланка у Пиротском округу. Дугачка је око 10 km. Протиче кроз насеља Горња Коритница, Доња Коритница и Дивљана.
Црвена река — је већа притока Нишаве, која се улива у Нишаву на надморској висини од 268 метара, на њеном 56-ом речном километру. Извире на 967 m н.в. у подножју Пасарела (1.524 m н.в), истакнутог врха који се налази на месту сучељавања северног и северозападног (главног) венца Суве планине. До ушћа Драгуше назива се Топоничком реком, а низводно Црвеном реком. Дужина Црвене реке са Топоничком реком износи 16,24 km, а површина њеног слива је 92,18 km². У вишим деловима слива доминира шумска вегетација.
Јелашничка река — је притока Нишаве koja се у њу улива низводно од Сићевачке клисуре, на 31-ом речном километру, на 213 m н.в. Као део њене речне долине је Јелашничка клисура настала интензивним вертикалним усецањем њеног воденог тока у кречњачку стенску масу, западних огранака Суве планине. Јелашничка река заједно са истоименом клисуром од 1995. има статус „Парк природе I категорије заштите“, као природно добро Републике Србије од изузетног значаја, у циљу очувања природних вредности и ендемских и субендемских врста биљака, које су пронађене у њеном сливу.
Кутинска река — протиче кроз Заплање (општинама Гаџин Хан) и општину Нишка Бања у Нишавском округу. Извире на Сувој планини и дугачка је око 40 km. Улива се у реку Нишаву као њена лева притока код насеља Никола Тесла.
Габровачка река — извире на падинама Селичевице и дугачка је око 9 km. Протиче кроз Габровац, насеље Габровачка река (Ниш), део Ниша "Трошарина" и кроз Ниш. Улива се у реку Нишаву као њена лева притока недалеко од парка “Свети Сава” (Ниш).

#### Десне притоке Нишаве
Осим Гинске и Врбнице које су саставнице Нишаве са десне стране слива, идући од извора ка ушћу, у Нишаву се уливају:
Градашничка река — један је од хидрографских објеката у горњем Понишављу и један од водотокова у сливу Пиротске котлине. Река пресеца северозападни део града Пирота и улива се у Нишаву са њене десне стране.
Темштица — или Топлодолска река је река у источној Србији, десна притока реке Нишаве. Река целим током тече у оквирима Србије. Површина слива Темштице је 820 km².
Вранашница — се у Нишаву улива на 83-ем речном километру, у Ђурђевом пољу низводно од Станичења. Позната је још и као Осмаковска река, како се назива у горњем делу тока. Од села Враништа до ушћа у Нишаву Осмаковска река назива се Вранашницом.
Малчанска река — која извире испод села Врело код Ниша дугачка је око 10 km. Протиче кроз атаре села Врело, Пасјача и Малча и улива се у Нишаву. Сврстава се у водотоке другог реда на подручју Нишке котлине.

## Језера у сливу Нишаве
На површини слива Нишаве, постоји неколико језера, која су су углавном вештачка, и образована преграђивањем речних долина браном. Једино природно језеро је Ветренско које припада урниским језерима.
Завојско језеро — је вештачко језеро у Сливу Нишаве, 17 km североисточно од Пирота, на средњем делу тока реке Височице. Настало је 1963. године, када је велико клизиште направило природну брану, која је касније надвишена изградњом вештачке бране.
Максимална запремина језера износи 170.000.000 m³ воде, а повезано је са ХЕ „Пирот“ тунелом дужине око 9 km. Дужина језера је око 13 km, а површина акваторије
око 5 km². Језеро је потопило доње делове долина притока претворивши их у заливе.
Дивљанско језеро — је вештачка акумулација у подножју Суве планине, између два средњовековна села Дивљане и Мокре, на око 5 km удаљено од Беле Паланке, на путу ка Бабушници. Настало је 1983. године преграђивањем Коритничке реке, као такозвана компензациона брана, ради таложења наносног материјала и муља. Језеро је површине око 8 хектара, дугачко 700, широко и до 135, а дубоко око 5—6 метара. Са једне стране је природно преграђено стрмим обронцима Курилским чуке.
 Крупачко језеро — је ниска тресава у југоисточној Србији, на надморској висини од око 400 метара, између села Крупац и Велико Село у близини Пирота. Од градског језгра града Пирота удаљено је десетак километара узводно уз Нишаву.
Сават I и Сават II — су административна језера  у општини Димитровград. Ове вештачке акумулације направљене су у рејону Забрђа, у крашкој Одоровачко-смиловској котлини (на око 700 метара надморске висине) у близини села Смиловаца, по коме се називају и Смиловска језера. У близини се налази чувена природна реткост Петрлашка пећина и манастири Света Петка и манастир Светих Кирика и Јулите у Смиловцима.
Беровско (Беровачко) језеро —
Суковско језеро —
Ветренско језеро —
Јарловачко језеро —
Лалиначко језеро — једно је од вештачких водених површина и у сливу реке  Нишаве, настало преграђивањем Јабланице притоке реке Јерме.

## Бугарска
Нишава извире у Бугарској испод врха Ком на Старој планини. Извориште је у близини границе са Србијом, тако да ток Нишаве у Бугарској износи свега 67 km, без већих притока.
Пошто пролази кроз село Гинци, река је позната и као Гинска. Ток јој је најпре према југу, а онда нагло скреће на запад у Годечкој котлини, пролази кроз село Разбоиште, после кога формира клисуру. По излазу из котлине, долази до села Калотина, које је гранични пункт између Бугарске и Србије (Калотина-Градина), и наставља даље западно кроз Србију.

## Србија
Текући 151 km углавном према западу, Нишава пролази кроз Димитровград, Пирот, Белу Паланку, Нишку Бању и Ниш. Око 10 km западно од Ниша (код села Трупала) улива се у Јужну Мораву.

## Карактеристике и значај
Пловност и водоснабдевање
Нишава данас није пловна река, иако је у антици то била. Нишава са пуно малих притока, као што су Височица са десне и Јерма, Црвена река, Коритница, Кутинска река и Габровачка река са леве стране и река Градашница, има значај у хидрографији овог подручја, како за одводњавање атмосферских и индустријских вода тако и за водоснабдевање и наводњавање земљишта. Утицај Нишаве на водоснабдевања бројног становништва у њеном сливу је значајан, нарочито односи на Нишаву низводно од Беле Паланке и токова Коритничке и Јелашничке реке.
Саобраћај
Долина Нишаве је део природног пута Виа милитарис који је од античких времена повезивао Европу и Азију: пут прати долине Велике Мораве, Нишаве и Марице и даље према Истанбулу.
Друмски и железнички магистрални путеви Београд-Софија-Истанбул прате трасу некадашњег античког пута долином Нишаве.
У 21. веку мрежа путева у Понишављу дугачка је 391 km, а њену структуру чине: 9% магистралних путева, 23% регионалних путеви и 68% локалних путева. На овом простору укршта се шест важних саобраћајних правца, од којих пет имају шири регионални и међурегионални значај. То су следећи правци:
- Пут E75 Моравски саобраћајни правац – деоница (Мађарска) - Суботица - Нови Сад - Инђија - Београд - Појате - Ниш - Грделица - Мијатовац - (Македонија)
- Пут E80 Нишавски саобраћајни правац– деоница (Босна и Херцеговина) - Котроман - Пожега - Појате - Ниш - Градина - (Бугарска).
- Пут E771 Тимочки саобраћајни правац – деоница (Румунија) - Кладово - Зајечар - Ниш
- Пут E851 Топлички саобраћајни правац – деоница (Албанија) - Призрен - Приштина - Ниш
- Државни пут II реда бр. 134 Заплањски саобраћајни правац - деоница Ниш—Гаџин Хан — Боњинце са крацима ка Власотинцу и Бабушници.

Сви ови друмски саобраћајни правци, осим заплањског покривени су и мрежом железничког саобраћаја.

## Сићевачка клисура
Најпознатија геолошка формација коју ствара Нишава је Сићевачка клисура, између Беле Паланке и Нишке Бање. Клисура је добила име по селу Сићеву.
Нишава има велику снагу у Сићевачкој клисури, која је искоришћена на две тачке ('Сићево' и 'Островица') за наводњавање, риболов и производњу електричне енергије.
Клисура је 17 km дугачка и 35-400 m дубока. У неким деловима прави кањонске структуре, као што је Градишки кањон.